# Campeonato Neerlandés de Fútbol 1926-27
El Campeonato Neerlandés de Fútbol 1926/27 fue la 39.ª edición del campeonato de fútbol de los Países Bajos. Participaron 50 equipos divididos en cinco divisiones. El campeón nacional sería determinado por un grupo final formado con los ganadores de las divisiones de fútbol del este, norte, sur y dos del oeste. Heracles Almelo ganó el campeonato de este año.

## Nuevos participantes
Eerste Klasse Este:
- Promovido desde la 2ª división: Robur et Velocitas

Eerste Klasse Norte:
- Promovido desde la 2ª división: GVAV

Eerste Klasse Sur:
- Promovido desde la 2ª división: PSV Eindhoven

Eerste Klasse Oeste-I:
- Trasladados desde Oeste-II: AFC Ajax y SBV Excelsior
- Promovido desde la 2ª división: VUC

Eerste Klasse Oeste-II:
- Trasladados desde Oeste-I: Koninklijke HFC y VOC
- Promovido desde la 2ª división: FC Hilversum

## Divisiones

### Eerste Klasse Este
| Pos | Equipo             | PJ | PG | PE | PP | GF | GC | Pts | DG  | Notas                                     |
| --- | ------------------ | -- | -- | -- | -- | -- | -- | --- | --- | ----------------------------------------- |
| 1   | Heracles           | 19 | 13 | 3  | 3  | 54 | 26 | 29  | +28 | Clasificado al grupo final por el título. |
| 2   | SC Enschede        | 19 | 12 | 3  | 4  | 68 | 25 | 27  | +43 |                                           |
| 3   | Enschedese Boys    | 18 | 9  | 2  | 7  | 39 | 44 | 20  | -5  |                                           |
| 4   | ZAC                | 18 | 7  | 5  | 6  | 44 | 35 | 19  | +9  |                                           |
| 5   | Vitesse            | 18 | 7  | 4  | 7  | 45 | 42 | 18  | +3  |                                           |
| 6   | Go Ahead           | 18 | 5  | 6  | 7  | 32 | 39 | 16  | -7  |                                           |
| 7   | FC Wageningen      | 18 | 6  | 3  | 9  | 42 | 55 | 15  | -13 |                                           |
| 8   | DOTO Deventer      | 18 | 5  | 4  | 9  | 28 | 44 | 14  | -16 |                                           |
| 9   | Robur et Velocitas | 18 | 5  | 3  | 10 | 33 | 47 | 13  | -14 |                                           |
| 10  | HVV Hengelo        | 18 | 5  | 1  | 12 | 34 | 62 | 11  | -28 | Descendido a la segunda división.         |

PJ = Partidos jugados; PG = Partidos ganados; PE = Partidos empatados; PP = Partidos perdidos; GF = Goles a favor; GC = Goles en contra; Pts = Puntos; DG = Diferencia de goles

### Eerste Klasse Norte
| Pos | Equipo          | PJ | PG | PE | PP | GF | GC | Pts | DG  | Notas                                     |
| --- | --------------- | -- | -- | -- | -- | -- | -- | --- | --- | ----------------------------------------- |
| 1   | Velocitas 1897  | 18 | 16 | 0  | 2  | 79 | 21 | 32  | +58 | Clasificado al grupo final por el título. |
| 2   | Be Quick 1887   | 18 | 11 | 1  | 6  | 63 | 30 | 21  | +33 | Se le descontaron 2 puntos.               |
| 3   | Achilles 1894   | 18 | 10 | 1  | 7  | 44 | 40 | 21  | +4  |                                           |
| 4   | VV Leeuwarden   | 18 | 9  | 2  | 7  | 41 | 48 | 20  | -7  |                                           |
| 5   | LVV Friesland   | 18 | 9  | 1  | 8  | 45 | 46 | 19  | -1  |                                           |
| 6   | GVAV Rapiditas  | 18 | 7  | 2  | 9  | 42 | 45 | 16  | -3  |                                           |
| 7   | Veendam         | 18 | 6  | 3  | 9  | 40 | 50 | 15  | -10 |                                           |
| 8   | LAC Frisia 1883 | 18 | 5  | 4  | 9  | 45 | 64 | 14  | -19 |                                           |
| 9   | GVV Groningen   | 18 | 6  | 0  | 12 | 30 | 52 | 12  | -22 |                                           |
| 10  | WVV Winschoten  | 18 | 4  | 0  | 14 | 32 | 65 | 8   | -33 | Descendido a la segunda división.         |

PJ = Partidos jugados; PG = Partidos ganados; PE = Partidos empatados; PP = Partidos perdidos; GF = Goles a favor; GC = Goles en contra; Pts = Puntos; DG = Diferencia de goles

### Eerste Klasse Sur
| Pos | Equipo            | PJ | PG | PE | PP | GF | GC | Pts | DG  | Notas                                     |
| --- | ----------------- | -- | -- | -- | -- | -- | -- | --- | --- | ----------------------------------------- |
| 1   | NAC               | 18 | 12 | 4  | 2  | 60 | 20 | 28  | +40 | Clasificado al grupo final por el título. |
| 2   | MVV Maastricht    | 18 | 12 | 3  | 3  | 47 | 24 | 27  | +23 |                                           |
| 3   | NOAD              | 18 | 9  | 8  | 1  | 43 | 17 | 26  | +26 |                                           |
| 4   | PSV Eindhoven     | 18 | 6  | 7  | 5  | 37 | 31 | 19  | +6  |                                           |
| 5   | Willem II         | 18 | 5  | 7  | 6  | 43 | 45 | 17  | -2  |                                           |
| 6   | FC Eindhoven      | 18 | 4  | 8  | 6  | 23 | 24 | 16  | -1  |                                           |
| 7   | BVV Den Bosch     | 18 | 4  | 7  | 7  | 24 | 46 | 15  | -22 |                                           |
| 8   | RFC Roermond      | 18 | 4  | 6  | 8  | 29 | 45 | 14  | -16 |                                           |
| 9   | RKVV Wilhelmina   | 18 | 4  | 3  | 11 | 24 | 47 | 11  | -23 |                                           |
| 10  | Bredania/'t Zesde | 18 | 2  | 3  | 13 | 10 | 41 | 7   | -31 | Descendido a la segunda división.         |

PJ = Partidos jugados; PG = Partidos ganados; PE = Partidos empatados; PP = Partidos perdidos; GF = Goles a favor; GC = Goles en contra; Pts = Puntos; DG = Diferencia de goles

### Eerste Klasse Oeste-I
| Pos | Equipo              | PJ | PG | PE | PP | GF | GC | Pts | DG  | Notas                                     |
| --- | ------------------- | -- | -- | -- | -- | -- | -- | --- | --- | ----------------------------------------- |
| 1   | AFC Ajax            | 18 | 13 | 1  | 4  | 49 | 15 | 27  | +34 | Clasificado al grupo final por el título. |
| 2   | Stormvogels         | 18 | 10 | 4  | 4  | 59 | 35 | 24  | +24 | [Oeste-II]                                |
| 3   | SBV Excelsior       | 18 | 8  | 3  | 7  | 42 | 44 | 19  | -2  |                                           |
| 4   | HVV 't Gooi         | 18 | 8  | 2  | 8  | 51 | 48 | 18  | +3  | [Oeste-II]                                |
| 5   | RCH                 | 18 | 8  | 2  | 8  | 34 | 41 | 18  | -7  |                                           |
| 6   | Sparta Rotterdam    | 18 | 8  | 1  | 9  | 39 | 36 | 17  | +3  | [Oeste-II]                                |
| 7   | DFC                 | 18 | 7  | 3  | 8  | 48 | 58 | 17  | -10 |                                           |
| 8   | Blauw-Wit Amsterdam | 18 | 8  | 1  | 9  | 34 | 42 | 17  | -8  | [Oeste-II]                                |
| 9   | VUC                 | 18 | 6  | 1  | 11 | 37 | 52 | 13  | -15 |                                           |
| 10  | HVV Den Haag        | 18 | 4  | 2  | 12 | 30 | 52 | 10  | -22 | [Oeste-II]                                |

PJ = Partidos jugados; PG = Partidos ganados; PE = Partidos empatados; PP = Partidos perdidos; GF = Goles a favor; GC = Goles en contra; Pts = Puntos; DG = Diferencia de goles
[Oeste-II] Equipos trasladados a la división Oeste-II para la próxima temporada.

### Eerste Klasse Oeste-II
| Pos | Equipo                   | PJ | PG | PE | PP | GF | GC | Pts | DG  | Notas                                     |
| --- | ------------------------ | -- | -- | -- | -- | -- | -- | --- | --- | ----------------------------------------- |
| 1   | Feijenoord               | 18 | 12 | 3  | 3  | 75 | 31 | 27  | +44 | Clasificado al grupo final por el título. |
| 2   | HFC EDO                  | 18 | 10 | 5  | 3  | 47 | 24 | 25  | +23 | [Oeste-I]                                 |
| 3   | FC Hilversum             | 18 | 8  | 7  | 3  | 43 | 28 | 23  | +15 | [Oeste-I]                                 |
| 4   | HBS Craeyenhout          | 18 | 9  | 4  | 5  | 46 | 35 | 22  | +11 | [Oeste-I]                                 |
| 5   | ZFC                      | 18 | 8  | 4  | 6  | 51 | 54 | 20  | -3  |                                           |
| 6   | UVV Utrecht              | 18 | 6  | 6  | 6  | 39 | 40 | 18  | -1  | [Oeste-I]                                 |
| 7   | De Spartaan              | 18 | 8  | 1  | 9  | 46 | 48 | 17  | -2  |                                           |
| 8   | Koninklijke HFC          | 18 | 5  | 4  | 9  | 35 | 44 | 14  | -9  |                                           |
| 9   | VOC                      | 18 | 4  | 3  | 11 | 35 | 53 | 11  | -18 | [Oeste-I]                                 |
| 10  | Ajax Sportman Combinatie | 18 | 1  | 1  | 16 | 25 | 85 | 3   | -60 | Descendido a la segunda división.         |

PJ = Partidos jugados; PG = Partidos ganados; PE = Partidos empatados; PP = Partidos perdidos; GF = Goles a favor; GC = Goles en contra; Pts = Puntos; DG = Diferencia de goles
[Oeste-I] Equipos trasladados a la división Oeste-I para la próxima temporada.

### Grupo final por el título
| Pos | Equipo         | PJ | PG | PE | PP | GF | GC | Pts | DG  |
| --- | -------------- | -- | -- | -- | -- | -- | -- | --- | --- |
| 1   | Heracles       | 8  | 6  | 2  | 0  | 16 | 5  | 14  | +11 |
| 2   | NAC            | 8  | 5  | 0  | 3  | 14 | 11 | 10  | +3  |
| 3   | AFC Ajax       | 8  | 3  | 2  | 3  | 14 | 15 | 8   | -1  |
| 4   | Feijenoord     | 8  | 3  | 1  | 4  | 10 | 10 | 7   | 0   |
| 5   | Velocitas 1897 | 8  | 0  | 1  | 7  | 4  | 17 | 1   | -13 |

PJ = Partidos jugados; PG = Partidos ganados; PE = Partidos empatados; PP = Partidos perdidos; GF = Goles a favor; GC = Goles en contra; Pts = Puntos; DG = Diferencia de goles
|                                     |
| Campeón Heracles Almelo 1.er título |